# Gagrella albertisii
Gagrella albertisii is een hooiwagen uit de familie Sclerosomatidae.